# Liam (Film)
Liam ist ein britisch-französisch-deutsch-italienisches Filmdrama von Stephen Frears aus dem Jahr 2000. Jimmy McGovern schrieb das Drehbuch anhand des eigenen Romans The Back Crack Boys.

## Handlung
Die Handlung spielt in den 1930er Jahren in Liverpool. Die Familie des kleinen Liam ist katholisch und Liam steht kurz vor der Erstkommunion. Er hat Angst vor der Hölle, mit der ihm der Priester droht. In der katholischen Schule wird er häufig körperlich bestraft. Die Familie befindet sich in finanziellen Schwierigkeiten; das Geld für die passende Bekleidung für Liams Erstkommunion fehlt.
Liams Vater verliert die Arbeit in einer Werft, auf die er bisher stolz war. Er tritt den von Oswald Mosley angeführten britischen Faschisten bei. Liams Schwester Teresa arbeitet als Haushaltshilfe für eine Familie jüdischer Abstammung. Die Tochter dieser Leute will Teresa gegenüber freundlich sein; sie schenkt ihr einige Kleider. Teresas Mutter will, dass Teresa eins der Kleider auswähle, damit die Familie die anderen verpfänden könne.
Während der Kommunion steht Liams Vater in der Kirche auf und wetteifert gegen die Juden. Das einem Juden gehörende Leihhaus, in dem Teresas Kleider verpfändet wurden, wird verbrannt. Teresa selbst wird gezwungen, ihre Arbeit bei der jüdischen Familie zu kündigen. Als sie es ihren Arbeitgebern verkündet, greifen Liams Vater und seine Kameraden das Haus mit einem Molotowcocktail an. Teresa erleidet Verbrennungen; ihr Gesicht wird dadurch entstellt.

## Kritiken

### Fremdsprachige Kritiken
Roger Ebert schrieb in der Chicago Sun-Times vom 5. Oktober 2001, für den Film seien wesentlich die Veränderungen, die Liam und sein Vater erleben würden: Liams Erstkommunion sowie der Verlust des Arbeitsplatzes und die politische Betätigung seines Vaters. Der Film zeige „scharf“ und „schonungslos“ die Ereignisse. Er lebe von den „starken Darstellungen“, von denen jene von Anthony Borrows und Ian Hart besonders herausragend seien. Hart verkörpere einen Mann, der den durch seine Unzulänglichkeiten verursachten Schmerz nicht ertragen könne und jemand anders die Schuld geben müsse. Sein Antisemitismus befreie ihn von den Selbstvorwürfen.
Kenneth Turan schrieb in der Los Angeles Times vom 21. September 2001, der Film sei „komplex, herzzerreißend und schön gemacht“. Er erzähle „eloquent“ und „schmerzlich“ über jene Probleme, mit den auch der zeitgenössische Zuschauer konfrontiert zu sein scheine. Der Film sei für die BBC produziert, derer Tradition der Kompromisslosigkeit der Regisseur respektiere und er sei lediglich der Wahrheit verpflichtet.

### Deutschsprachige Kritiken
Das Lexikon des internationalen Films schrieb, der Film sei „dicht inszeniert, brillant gespielt und durch eine ästhetisch reizvolle Farbgebung geprägt“. Er sei „konsequent aus dem kindlichen Blickwinkel des siebenjährigen Sohnes erzählt“ und beschreibe „unsentimental und sensibel die Schrecken sozialer Not und einer übertrieben strengen religiösen Erziehung“. Die „präzise beschriebenen menschlichen Wirren“ würden „eindrucksvoll das Bild einer von Arbeitslosigkeit, Rassismus und religiösen Zwistigkeiten geprägten britischen Gesellschaft“ spiegeln.
Die Zeitschrift Cinema schrieb, das Sozialdrama besteche „mit rauer Menschlichkeit“. Es sei „vor allem dem unbestechlich-naiven Blick des jungen Anthony Borrows zu verdanken, dass man – trotz der bodenlosen Tragik – seine Träume von einer besseren Zukunft zu den eigenen macht“.
Die Zeitschrift prisma schrieb, der Regisseur habe „einmal mehr sein Herz für sozial brisante Stoffe entdeckt“ und schildere „einen ungeschönten Einblick in den Alltag der Arbeiterschicht der Dreißigerjahre“. Dies geschehe „gekonnt aus dem Blickwinkel eines Kindes“. Die Geschichte komme jedoch „nie so richtig in Gang“. Besonders gelobt wurden die Darstellungen von Ian Hart und Anthony Borrows.

## Auszeichnungen
Megan Burns gewann im Jahr 2000 den Marcello-Mastroianni-Preis der Internationalen Filmfestspiele von Venedig. Stephen Frears gewann den OCIC Award und wurde für den Goldenen Löwen nominiert.
Stephen Frears wurde im Jahr 2000 für den Golden Spike der Semana Internacional de Cine de Valladolid nominiert. Ian Hart wurde 2001 für den British Independent Film Award nominiert. Anthony Borrows wurde 2002 für den Young Artist Award nominiert.

## Hintergrund
Der Film wurde in Wigan bei Manchester gedreht. Seine Produktionskosten betrugen schätzungsweise 3 Millionen US-Dollar.
Der Film hatte seine Weltpremiere am 4. September 2000 auf den Internationalen Filmfestspielen von Venedig. Am 8. September 2000 wurde er auf dem Toronto International Film Festival vorgeführt. Der Film spielte in den Kinos der USA ungefähr eine Million US-Dollar ein, weltweit waren es etwa 2 Mio. Dollar.